# Can Desclapers
Can Desclapers, també conegut com a Edifici de la Cooperativa, és un casal fortificat de Malgrat de Mar (Maresme) catalogat com a bé cultural d'interès local. Juntament amb l'hospital antic, és una de les construccions més antigues de la Vila.

## Història
El 1562, el mercader Joan Francesc Desclapers va adquirir tres patis de terra per a edificar al carrer de Mar de la Vilanova, on va fer construir un casal fortificat. Els Desclapers entroncaren per matrimoni amb els Estornell, i l'hereva d'aquest patrimoni fou Maria Saleta i Desclapers, que el 1724 es va casar amb Josep de Mercader i Sabater. L'hereu fou el seu fill Felip de Mercader i de Saleta, que el 1764 es va casar amb Maria de Sadurní i Cànovas, filla del mercader Josep de Sadurní i Nadal.
El 1774 fou nomenat cavaller, i va recórrer a l'assessorament del rei d'armes Ramón Zazo y Ortega  per a l'elaboració del seu escut d'armes, que correspon als llinatges Mercader, Saleta, Sabater i Cignes. Durant la Guerra Gran, entre desembre del 1794 i desembre del 1795, el casal es convertí en hospital de sang, i poc després, Felip de Mercader obtingué el títol de noble del Principat. Fou aleshores quan decidí col·locar el seu escut, esculpit en pedra, al portal principal.
El 1921 va ser fundada la Societat Cooperativa Malgratense pels treballadors i els pagesos, que comptava amb biblioteca, cafè i sala de lectures. El 1981 es constituí la Societat Catalana Alt Maresme, formada per altres Cooperatives. El funcionament com a Casino deixà pas a una funció com a Cooperativa de Consum, i utilitzant només els baixos de l'edifici, que el 1998 es convertí en biblioteca municipal.

### Intervencions arqueològiques
Arran de la compra i la rehabilitació de l'immoble per l'Ajuntament, el 1998 s'hi van fer unes excavacions, que van documentar sis fases constructives, que abasten des d'un moment anterior al segle xvi, quan es bastí l'edifici, fins al 1929, quan la Societat Cooperativa Malgratense instal·là la seva seu social.
La primera fase s'identifica en un mur situat arran de façana que discorre en direcció sud-est/nord-est sense relació amb les altres estructures i que és anterior a la resta de murs de l'edifici. La segona fase fa referència a la construcció inicial de l'edifici i el seu ús com a casa senyorial, 'entre el segle xvi i xviii. Junt amb l'estructura de la casa també corresponen d'aquesta fase dues pavimentacions, conservades en algunes zones de l'edifici: un empedrat a l'entrada per la façana nord, amb dues pedres importants reutilitzades que formarien part del paviment: dues claus de volta amb decoració en relleu. L'altre paviment, també de pedra, és, però, de més mala factura que el primer. També es va trobar un paviment de calç en una altra zona que fou posteriorment aprofitat per assentar-hi la fonamentació d ́un pilar. D'aquest moment també hi ha documentat un pou. La planta baixa tindria un ús destinat a l'agricultura i a l'emmagatzematge i no seria fins al segle xix quan canviaria de funció.
La tercera fase tingué lloc entre 1797 i 1798, i principis del 1801, i marcà un canvi en la funció i la distribució de l'edifici. No afectà l'estructura bàsica, tot i que en la planta baixa s'hi situava una zona destinada a l'elaboració de l'oli, eliminant-se el paviment original. S'hi construïren quatre cubs (un d'ells feu que una porta es tapiés), relacionats amb cinc decantadors delimitats per murs. El nou ús provocà una nova pavimentació amb cairons que fan aixecar el nivell de terra. Els únics que no es tocaren foren els dos paviments de pedra mencionats de la fase 2.
De mitjan segle xix fins al 1886, tingué lloc la quarta fase constructiva. També es mantingueren els murs perimetrals, però s'anul·laren les reformes de la zona de l'oli de la tercera fase; els cups es reompliren de sorra i es deixaren d'utilitzar i alguns altres acabaren funcionant com a fossa sèptica. L'espai central de l'edifici passà d'estar cobert a ser un pati a l'aire lliure, amb la construcció de cinc arcs de maó massisos que suporten un passadís al nivell de la primera planta, mantenint descoberta la zona central. Les fonamentacions dels pilars es feren sobre el paviment de calç de la segona fase. També es traslladà el pou al pati central. A la planta baixa es realitzà una nova pavimentació de cairons i rajoles (de nou aixecats amb sorra), per tal de cobrir els cups i decantadors d'oli, així mateix també es cobriren els empedrats antics.
En la cinquena fase s'actuà de nou sobre el pati, que es cobrí amb un porxo entre els passadissos de la planta superior, enderrocant-se un dels arcs. Això implicaria també l'aixecament d'un mur en direcció est-oest que afectava el pou del mig del pati descobert anteriorment. La part nord del pati fou coberta novament, i també es feren dos nous cups, probablement destinats a l'emmagatzematge, així com dos nous decantadors.
El 1886, la construcció de la sala de ball per part del Casino Malgratense, donà pas a la sisena fase constructiva, que comportà el cobriment de nou de la zona de pati, i es repavimentà amb rajoles i cairons tota la superfície de la planta baixa. Al mateix temps, es construiren noves obertures d'accés, dues de les quals comunicaven l'edifici amb l'exterior a través d'un mur de tancament est.

## Descripció
De planta quadrada amb tres ales i un espai central, consta de planta baixa, pis i golfes. La seva tipologia respon a necessitats defensives, per aquest motiu hi ha una torre de defensa a cada extrem de la façana. L'edifici és senzill, de parets llises de pedra arrebossada. Presenta un portal dovellat amb escut nobiliari. Les finestres i els balcons tenen llindes de carreus.